# Lionel Dauriac
Lionel Alexandre Dauriac, född den 19 november 1847 i Brest, död den 26 maj 1923 i Paris, var en fransk filosof.
Dauriac var professor vid universitetet i Montpellier 1882–1899. Dauriac tillhörde den nykritiska skolan inom fransk filosofi, som var grupperad kring Charles Renouvier. Bland hans arbeten märks Des notions de matière et de force dans les sciences de la nature (1878), Croyance et réalité (1889), L'idée de catégorie chez Renouvier (1900). Dauriac utgav även flera arbeten inom musikestetikens område, däribland märks La psychologie dans l'opéra français (1897) samt Essai sur l'esprit musical (1904).